# 1981 en football
Cet article présente les faits marquants de l'année 1981 en football.

## Chronologie
- 10 janvier : L'Uruguay remporte la Coupe d'Or des Champions du Monde en battant le Brésil 2-1 en finale du Mundialito.
- 8 février : tragédie du Stade Karaïskaki ; un mouvement de foule provoque 21 morts et 55 blessés en Grèce.
- 29 mars, Championnat d'Espagne : à Santiago Bernabéu, le Real Madrid s'impose sur le large score de 3-0 face au FC Barcelone. Les buts sont inscrits par Juanito, Santillana et Uli Stielike. Il s'agit de la 100e confrontation en championnat entre ces deux équipes.
- 13 mai : le Dinamo Tbilissi remporte la Coupe d'Europe des vainqueurs de coupes en s'imposant en finale sur le Carl Zeiss Jena. C'est le premier titre continental en faveur du Dinamo Tbilissi.
  - Article détaillé : Coupe d'Europe des vainqueurs de coupe 1980-1981
- 20 mai : le club anglais d'Ipswich Town remporte la Coupe de l'UEFA face à l'AZ Alkmaar (Pays-Bas). C'est la première Coupe de l'UEFA remportée par le club d'Ipswich.
- 27 mai : Liverpool remporte la Ligue des champions face au Real Madrid (1-0). Il s'agit de la troisième Coupe des clubs champions européens gagnée le club de Liverpool.
- 13 juin : le Sporting Club de Bastia remporte la Coupe de France en s'imposant 2 buts à 1 en finale face à l'AS Saint-Étienne. C'est la première Coupe de France remportée par un club corse.
- 6 septembre : L’Italie remporte la première édition du Mundialito féminin.
- 20 décembre, Championnat d'Espagne : au Camp Nou, le FC Barcelone s'impose 3-1 sur le Real Madrid.

## Champions nationaux
- Le Bayern Munich remporte le championnat d'Allemagne.
- Aston Villa remporte le championnat d'Angleterre.
- La Real Sociedad remporte le championnat d'Espagne.
- L'AS Saint-Étienne remporte le championnat de France.
- La Juventus remporte le championnat d'Italie.
- Le RSC Anderlecht remporte le championnat de Belgique.
- L'AZ Alkmaar remporte le championnat des Pays-Bas.

## Naissances
Plus d'informations : Liste d'acteurs du football nés en 1981.
- 2 janvier : Maxi Rodríguez, footballeur argentin.
- 30 janvier : Dimitar Berbatov, footballeur bulgare.
- 11 février : Aritz Aduriz, footballeur espagnol.
- 23 février : Gareth Barry, footballeur anglais.
- 25 février : Park Ji-sung, footballeur sud-coréen.
- 10 mars : Samuel Eto'o, footballeur camerounais.
- 19 mars : Kolo Touré, footballeur ivoirien.
- 27 mars : Cacau, footballeur allemand.
- 18 avril : Milan Jovanović, footballeur serbe.
- 30 avril : John O'Shea, footballeur irlandais.
- 2 mai : Tiago, footballeur portugais.
- 8 mai : Andrea Barzagli, footballeur italien.
- 15 mai : Patrice Évra, footballeur français.
- 16 mai : Ricardo Costa, footballeur portugais.
- 18 mai : Mahamadou Diarra, footballeur malien.
- 20 mai : Iker Casillas, footballeur espagnol.
- 27 mai : Johan Elmander, footballeur suédois.
- 29 mai : Andreï Archavine, footballeur russe.
- 14 juin : Elano, footballeur brésilien.
- 15 juillet : Peter Odemwingie, footballeur nigérian.
- 19 juillet : Nenê, footballeur brésilien.
- 21 juillet : Joaquín, footballeur espagnol.
- 26 juillet : Maicon, footballeur brésilien.
- 28 juillet : Michael Carrick, footballeur anglais.
- 12 août : Djibril Cissé, footballeur français.
- 16 août : Roque Santa Cruz, footballeur paraguayen.
- 17 août : Daniel Guiza, footballeur espagnol.
- 27 août : Maxwell, footballeur brésilien.
- 3 octobre : Zlatan Ibrahimović, footballeur suédois.
- 21 octobre : Nemanja Vidic, footballeur serbe.
- 25 octobre : Shaun Wright-Phillips, footballeur anglais.
- 3 novembre : Diego Lopez, footballeur espagnol.
- 3 novembre : Jermaine Jones, footballeur américain.
- 8 novembre : Joe Cole, footballeur anglais.
- 25 novembre : Xabi Alonso, footballeur espagnol.
- 3 décembre : David Villa, footballeur espagnol.
- 27 novembre : Bruno Alves, footballeur portugais.
- 6 décembre : Rod Fanni,footballeur français.
- 11 décembre : Javier Saviola, footballeur argentin.

## Décès
Plus d'informations : Liste d'acteurs du football morts en 1981.
- 9 janvier : décès à 66 ans de Désiré Koranyi, attaquant international français.
- 14 janvier : décès à 55 ans de José Caeiro, attaquant puis entraîneur espagnol[1].
- 15 janvier : décès à 58 ans de Saïd Hadad, défenseur international algérien.
- 22 février : décès à 72 ans de Pierre Korb, attaquant international français.
- 31 mai : décès à 58 ans de Gyula Lóránt, défenseur international hongrois.
- 29 septembre : décès à 68 ans de Bill Shankly, ailier international écossais puis entraîneur de Liverpool FC.
- 28 août : décès à 81 ans de Béla Guttmann, défenseur ou milieu de terrain, puis entraîneur hongrois.
- 4 octobre : décès à 37 ans de Guy Lassalette, attaquant français[2].
- 3 novembre : décès à 75 ans d'Eraldo Monzeglio, défenseur international italien.
- 26 novembre : décès à 65 ans de Pierre Pibarot, gardien de but puis entraîneur français[3].
- 12 décembre : décès à 47 ans de Pierre Bodin, défenseur puis entraineur français[4].

## Liens
- RSSSF : Tous les résultats du monde